# Духан, Джеймс
Джеймс Духан (англ. James Doohan; 3 марта 1920 — 20 июля 2005) — канадский актёр, наиболее известный благодаря роли Монтгомери «Скотти» Скотта в телесериале «Звёздный путь: Оригинальный сериал» и последующих семи полнометражных фильмах франшизы «Звёздный путь».

## Ранние годы
Джеймс Духан родился в Ванкувере, Британская Колумбия. Он был самым младшим среди четырёх детей Уильяма и Сары Духан. Родители Джеймса эмигрировали из Бангора, графство Даун, Северная Ирландия. Отец Джеймса был аптекарем, ветеринаром и дантистом, мать — домохозяйкой. В своей автобиографии, вышедшей в 1995 году, Джеймс Духан рассказывает о том, что его отец страдал алкоголизмом и терроризировал свою семью. Семейство Духан переехало в Сарнию, город в провинции Онтарио, где Джеймс впоследствии учился в средней школе при Энциклопедическом институте и Технической школе города Сарния, где ему особенно давались математические и научные дисциплины. Духан также поступил в 102-й Канадский Королевский кадетский корпус.

## Карьера

### Военная служба
В начале Второй мировой войны Духан вступил в ряды Канадской королевской артиллерии. Он был назначен лейтенантом в 13-й полк полевой артиллерии третьей Канадской пехотной дивизии. В 1940 году Духан отправился для подготовки в Англию. Первыми боевыми действиями, в которых он участвовал, была высадка в Нормандии на Плацдарм «Джуно» в так называемый День Д 6 июня 1944 года. Устранив двух вражеских снайперов, Духан провел свой полк через минное поле к возвышенности, где они заняли оборонительную позицию. В эту же ночь, перемещаясь между командными постами, Джеймс Духан был несколько раз ранен: канадский часовой выстрелил в него из пистолета шесть раз. Духан получил четыре пулевых ранения в ногу, одна из пуль, угодившая ему в грудь, была остановлена серебряным портсигаром в нагрудном кармане. Шестая пуля прошла навылет через средний палец правой руки, который впоследствии пришлось ампутировать, — последствия этого ранения Джеймс Духан будет скрывать в течение своей актёрской карьеры.
Духан прошёл обучение мастерству пилота, окончив 40 экспериментальный курс воздушного наблюдения вместе с другими канадскими офицерами артиллерии, и некоторое время управлял «Тэйлоркрафт Остер Марк V» в рядах 666 эскадрона Королевских Военно-воздушных сил Канады как офицер Канадской Королевской артиллерии. В составе каждого из трех эскадронов Королевских Военно-воздушных сил Канады был пилот — офицер артиллерии. Эскадроны сопровождались персоналом Королевских Военно-воздушных сил Канады и Канадской Королевской артиллерии в качестве наблюдателей.
Несмотря на то, что он никогда на самом деле не был членом Королевских Военно-воздушных сил Канады, однажды ему был присвоен шутливый титул «Самый сумасшедший пилот Канадских Воздушных сил». Одна из историй о Джеймсе Духане — пилоте рассказывает о том, как он совершил головокружительный слалом на самолёте (который в разных версиях описывается как «Хоукер Харрикейн» или тренировочный реактивный самолёт) между телеграфными столбами, расположенными на горном склоне, просто чтобы доказать, что это возможно. За этот свой поступок он получил серьёзное предупреждение.

### Начало актёрской карьеры
После окончания Второй Мировой войны, Духан начал карьеру актёра. Разочарованный качеством радиопостановок, он в частном порядке начал изучать произведения Шекспира. Его карьера актёра началась с выступления в радиопередаче на канале Си-би-си 12 января 1946. Джеймс Духан посещал курсы драматического мастерства в Торонто и позже выиграл курс двухгодичного обучения в Нэйборхуд Плэйхаус в Нью-Йорке, где его соучениками были Лесли Нильсен, Тони Рэндалл и Ричард Бун. Несколько лет Духан провел между Торонто и Нью-Йорком. В течение этого периода он появился примерно в 4,000 радиопередачах и 400 телевизионных программах, заработав себе репутацию талантливого, разностороннего актёра. В середине 1950-х годов он исполнил роль лесника Тимбера Тома (северного аналога Буффало Боба) в канадской версии американской детской телевизионной программы «Привет, Дуди!». Духан и Уильям Шетнер в 1950 году также участвовали в съемках детского научно-фантастического сериала «Космическая Команда».
Джеймс Духан исполнил главную роль в телевизионном фильме компании Си-би-си «Полет навстречу опасности», снятом по мотивам романа Артура Хейли «Взлётно-посадочная полоса ноль-восемь». Его послужной список также включает появления в эпизодах телесериалов «Сумеречная зона», «За гранью возможного, «Моя жена меня приворожила», «Остров фантазий». «Агенты А.Н.К.Л.», «Бонанза» и других. Также Духан появлялся в двух эпизодах сериала «Путешествие на дно океана» в роли ассистента президента Соединённых Штатов.

## Смерть
20 июля 2005 года в 5:30 утра скончался в своем доме в Редмонде, штат Вашингтон, из-за осложнений легочного фиброза, который, как полагали, был вызван воздействием вредных веществ во время Второй мировой войны. Впоследствии его тело было кремировано.
Урна с частью его праха (7 граммов) была отправлена в космос.

## Избранная фильмография
| Год       |    | Русское название                   | Оригинальное название                  | Роль                              |
| --------- | -- | ---------------------------------- | -------------------------------------- | --------------------------------- |
| 1952      | с  | Сказки завтрашнего дня             | Tales of Tomorrow                      | сержант Морган                    |
| 1962      | с  | Дымок из ствола                    | Gunsmoke                               | Давит                             |
| 1962—1963 | с  | Бонанза                            | Bonanza                                | человек полковника / Билл Коллинз |
| 1963      | с  | Сумеречная зона                    | The Twilight Zone                      | отец                              |
| 1964      | с  | За гранью возможного               | The Outer Limits                       | лейтенант Бранч                   |
| 1964      | с  | Бен Кейси                          | Ben Casey                              | доктор Уотсон                     |
| 1965      | с  | Беглец                             | The Fugitive                           | доктор / заместитель шерифа       |
| 1965      | с  | Моя жена меня приворожила          | Bewitched                              | Уолтер Брокен                     |
| 1965—1967 | с  | Пейтон-Плейс                       | Peyton Place                           | Томас                             |
| 1966      | с  | ФБР                                | The F.B.I.                             | Фрэнк Делби / Клод Белл           |
| 1966      | ф  | Фантастическое путешествие         | Fantastic Voyage                       | доктор Сойер                      |
| 1966—1969 | с  | Звёздный путь: Оригинальный сериал | Star Trek: The Original Series         | Монтгомери Скотт                  |
| 1969—1972 | с  | Доктор Маркус Уэлби                | Marcus Welby, M.D.                     | Фрэнк Делби / Клод Белл           |
| 1971      | ф  | Хорошенькие девушки, станьте в ряд | Pretty Maids All in a Row              | Фолло                             |
| 1973—1974 | мс | Звёздный путь: Анимационный сериал | Star Trek: The Animated Series         | Монтгомери Скотт                  |
| 1979      | ф  | Звёздный путь                      | Star Trek: The Motion Picture          | Монтгомери Скотт                  |
| 1982      | ф  | Звёздный путь 2: Гнев Хана         | Star Trek II: The Wrath of Khan        | Монтгомери Скотт                  |
| 1983      | с  | Частный детектив Магнум            | Magnum, P.I.                           | Арчи Макферсон                    |
| 1984      | ф  | Звёздный путь 3: В поисках Спока   | Star Trek III: The Search for Spock    | Монтгомери Скотт                  |
| 1985      | с  | Отель                              | Hotel                                  | Роджер                            |
| 1986      | ф  | Звёздный путь 4: Дорога домой      | Star Trek IV: The Voyage Home          | Монтгомери Скотт                  |
| 1988      | с  | Залив Опасный                      | Danger Bay                             | Пит                               |
| 1989      | ф  | Звёздный путь 5: Последний рубеж   | Star Trek V: The Final Frontier        | Монтгомери Скотт                  |
| 1990      | с  | Секретный агент Макгайвер          | MacGyver                               | Спиди                             |
| 1991      | тф | Рыцарь дорог 2000                  | Knight Rider 2000                      | в роли самого себя                |
| 1991      | ф  | Звёздный путь 6: Неоткрытая страна | Star Trek VI: The Undiscovered Country | Монтгомери Скотт                  |
| 1992      | ф  | Двойные неприятности               | Double Trouble                         | шеф О’Брайен                      |
| 1992      | с  | Звёздный путь: Следующее поколение | Star Trek: The Next Generation         | Монтгомери Скотт                  |
| 1993      | ф  | Заряженное оружие                  | Loaded Weapon 1                        | Скотти                            |
| 1994      | ф  | Звёздный путь: Поколения           | Star Trek: Generations                 | Монтгомери Скотт                  |
| 1996—1997 | с  | Дерзкие и красивые                 | The Bold and the Beautiful             | Деймон Уорвик                     |